# Porta del Filarete

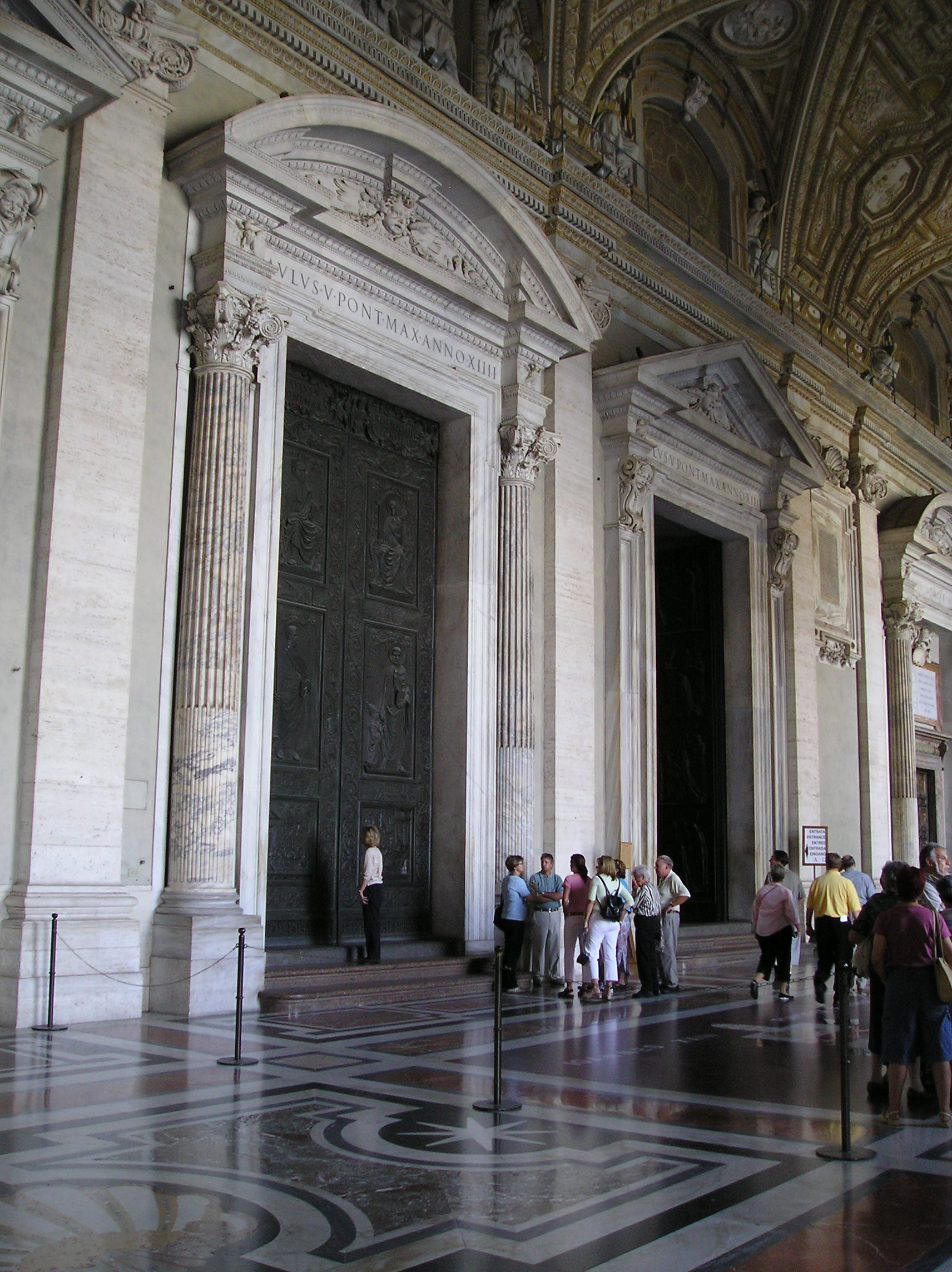
L'atrio con la Porta del Filarete

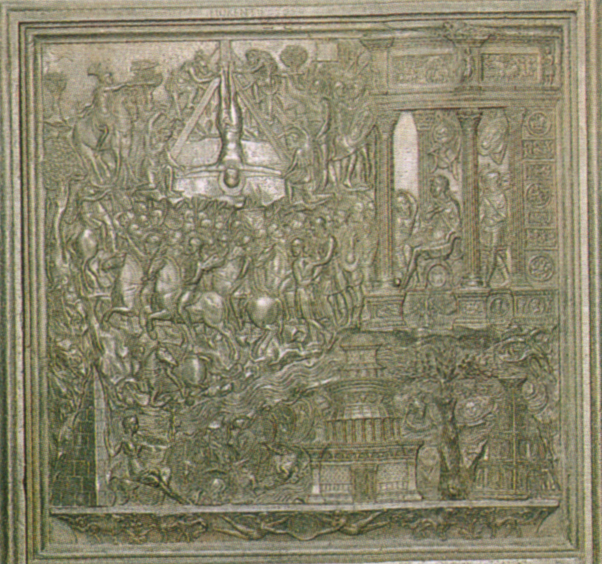
Martirio di Pietro osservato da Nerone; in basso Mausoleo di Adriano, Therebintus e meta Romuli

La porta del Filarete sono i battenti bronzei del portale centrale della basilica di San Pietro in Vaticano. È stata fusa dal fiorentino Filarete su commissione di papa Eugenio IV ed è composta da due battenti.

## Storia
Filarete era un artista della bottega di Lorenzo Ghiberti che aveva lavorato alla fusione della porta nord del Battistero di Firenze, per questo venne scelto da Eugenio IV per la grande opera romana, essendo probabilmente il maestro fiorentino impegnato nelle commissioni in patria.
Venne faticosamente eseguita tra il 1433 e il 1445 in un periodo politicamente turbolento. Fu posta in opera all'accesso centrale della basilica. L'opera si inserì nel quadro dei lavori di ripristino delle antiche basiliche romane, promossi da Martino V e Eugenio IV, e testimonia il nascente gusto antiquario legato alla città di Roma.
Dopo il completamento della demolizione dell'antica basilica di San Pietro, nel 1619 fu posta in opera nel varco centrale della nuova basilica, facendo delle aggiunte, con dediche a Paolo V, in alto ed in basso ai due battenti per adattarli in altezza alla nuova costruzione.

## Descrizione
Ogni battente è diviso in tre riquadri sovrapposti.
Nei riquadri in alto sono rappresentati a sinistra Cristo in trono (Salvator mundi) a destra Madonna in trono (AVE GRATIA PLENA); nei riquadri centrali sono rappresentati San Paolo con la spada e un vaso mistico di fiori (vas electionis) e San Pietro mentre consegna le chiavi a papa Eugenio IV inginocchiato; nei riquadri inferiori rappresentano il martirio dei due santi: a sinistra San Paolo che appare a Plautilla e Decapitazione di San Paolo, a destra la Crocifissione capovolta di San Pietro, quest'ultima con interessanti scorci di Roma antica: in particolare sono rappresentate il Mausoleo di Adriano e la piramide Vaticana (la Meta Romuli ancora esistente nel XV secolo, vicino alla basilica) con il vicino mausoleo detto Therebintus. Tali monumenti erano legati, secondo varie tradizioni, al martirio di Pietro.
I riquadri sono incorniciati da girali di acanto animati, con motivi classici, profili di imperatori e personaggi del tempo, oltre a scene tratte dalla mitologia greca, romana, dalle Metamorfosi di Ovidio e dalle Favole di Esopo.
Nell'intercapedine tra i riquadri, vi sono fregi con episodi del pontificato di Eugenio IV. Tra questi vi sono le rappresentazioni di scene del Concilio di Ferrara-Firenze, svoltosi tra il 1437 e il 1439, a cui parteciparono, oltre al papa, l'imperatore bizantino Giovanni VIII Paleologo e il patriarca di Costantinopoli Giuseppe. Tra queste scene vi sono Giovanni VIII e il suo seguito salpano da Costantinopoli, Giovanni VIII e il suo seguito giungono a Ferrara e rendono omaggio al papa, Sessione conciliare a Firenze e Partenza per Costantinopoli della delegazione greca.
Probabilmente il programma iconografico iniziale cambiò per inserire tali scene per glorificare l'impegno di Eugenio IV verso la riunificazione con la Chiesa d'Oriente.
La porta, posta a suggello della DOMUS DEI, rappresenta una sintesi concettuale dell'universalità della Chiesa e del perpetuarsi in essa dell'Imperium di Roma, secondo lo spirito del classicismo umanista pre-rinascimentale.
Filarete firma la sua opera in vari punti: sul riquadro del martirio di san Paolo: OPUS ANTONII DE FLORENTIA, sulla cornice dove raffigura se stesso di profilo con la scritta: ANTONIUS-PETRI-DE-FLORENTIA-FECIT-MCCCCXLV
Anche sul lato interno destro vi è un'insolita firma dell'artista che si rappresenta con in mano un compasso, alla guida dei suoi allievi, (ANTONIVS ET DISCIPVLI MEI) mentre festeggiano con vino e danza il completamento del loro lavoro. Completano la scena due strani personaggi a cavallo di un asino e di un dromedario.
La parte inferiore e superiore mostra le aggiunte dell'epoca di Paolo V, per adattare i battenti alle nuove dimensioni della porta della nuova basilica di San Pietro.

## Stile
I battenti del Filarete furono una novità nel panorama dell'arte dell'epoca, poiché abbandonarono il tradizionale schema a formelle in favore di uno schema con pannelli più grandi, ispirati ai rari esempi superstiti di porte bronzee antiche, tra cui soprattutto quelle del Pantheon, che tuttavia non erano figurati.
La porta rappresenta un'instabile conciliazione tra la cultura tardo-gotica del Filarete ed i suoi nuovi interessi antiquari. Infatti il Filarete, a Roma, fece proprio lo studio e la rievocazione dell'antico, sviluppando una conoscenza di tipo "antiquario", che mirava a ricreare opere in stile verosimilmente classico. infatti la sua riscoperta dell'esperienza classica non fu sufficientemente filologica come quella della generazione seguente, ma piuttosto mitizzata ed animata dalla fantasia e dal gusto per la rarità. La porta, che anche sul piano della rappresentazione prospettica sembra piuttosto attardata rispetto alle esperienze fiorentine, fu infatti deprecata da Vasari.
La porta presenta elementi figurativi piuttosto autonomi, legati tra loro solo in maniera blanda, senza un programma preordinato salvo il tema generale dell'esaltazione della Chiesa romana, del suo primato, come erede della Roma pagana.  Nei singoli riquadri si contano citazioni eterogenee, che spaziano dall'arte imperiale a quella paleocristiana, fino alle invenzioni fantastiche. La ricchezza esorbitante di temi iconografici richiama poi l'atteggiamento enciclopedico medievale e la tendenza ornamentale dei bordi miniati presenti nei codici medievali.
Anche lo stile risente di queste ibridazioni, alternandosi tra forte resa volumetrica e piattezza spaziale, tra la sommarietà nell'anatomia e la cura del dettaglio decorativo minuto.

## Galleria d'immagini

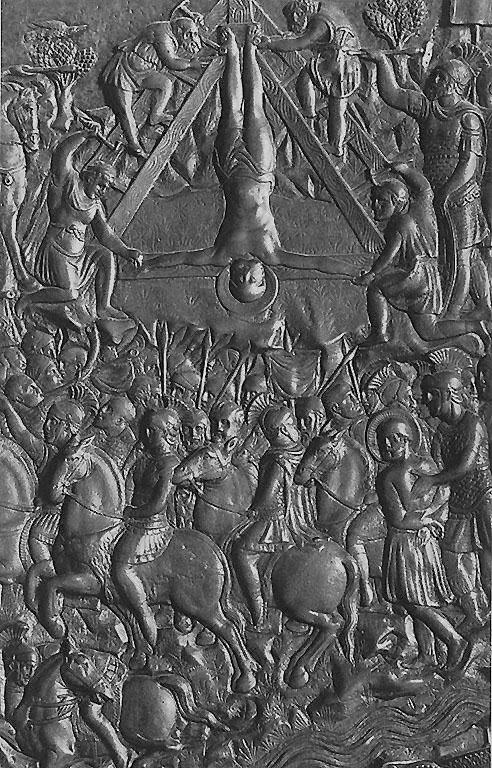
Martirio di Pietro, dettaglio
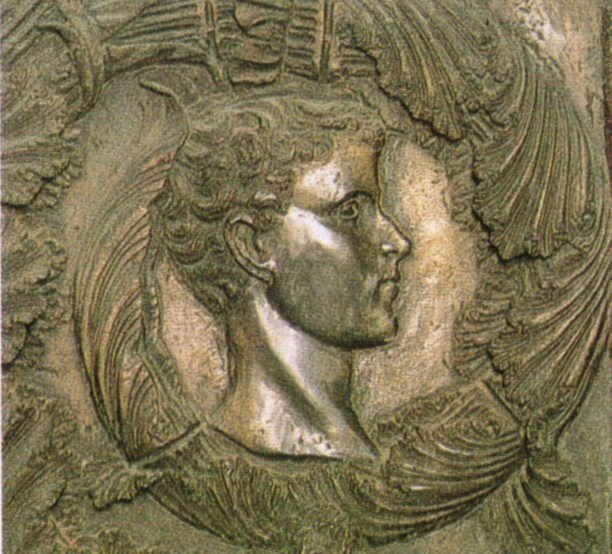
Testina, dettaglio
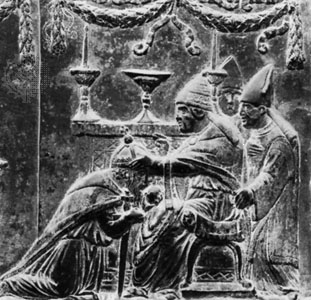
Rilievo con Eugenio IV
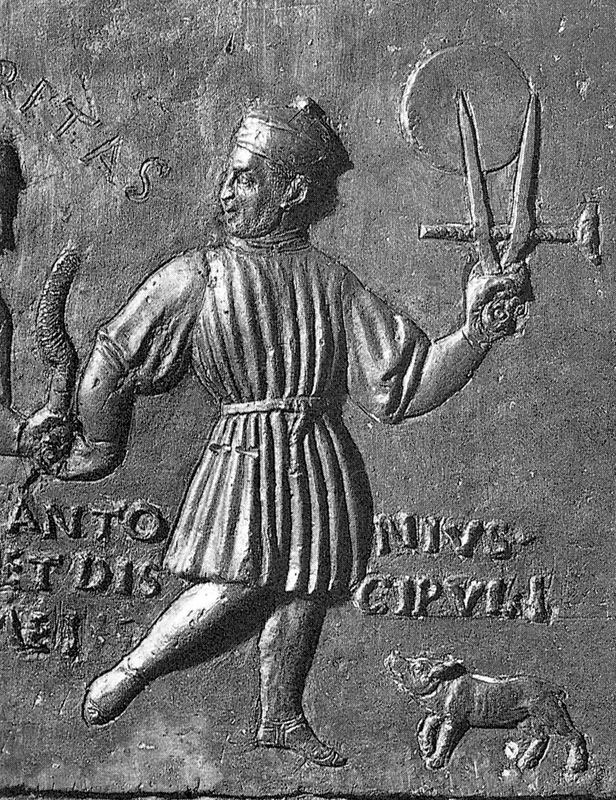
Autoritratto e firma